# Phumosia seguyi
Phumosia seguyi este o specie de muște din genul Phumosia, familia Calliphoridae, descrisă de Zumpt în anul 1954.
Este endemică în Madagascar. Conform Catalogue of Life specia Phumosia seguyi nu are subspecii cunoscute.